# Diasemia grammalis
Diasemia grammalis is een vlinder uit de familie van de grasmotten (Crambidae), uit de onderfamilie van de Spilomelinae. De wetenschappelijke naam van deze soort is voor het eerst voorgesteld door Henry Doubleday in een publicatie uit 1843.
De soort komt voor in Nieuw-Zeeland.